# Löpdal

Löpdal är en radby utanför Västerås, i Säby socken, Västerås kommun. Den oreglerade bytomten är placerad på toppen av ett litet berg, kring vilket ägorna breder ut sig. Byn utgjordes i äldsta bevarade källmaterial och ända in på 1800-talet av fyra gårdar, vars tomter låg i en nord-sydlig rad. De benämndes vanligen "norrgården", "mellangården", "bostället" (sedan 1705 jägeriboställe) och "södergården".
1812 och 1814 förvärvades söder- respektive norrgårdarna av ägarna till Stora Ekeby säteri. Skötseln av de båda gårdarna lades till ett gemensamt rättarlag under godset och rättaren fick bo i norrgården, vilket fick till följd att södergårdens byggnader revs eller flyttades. Mellangården blev vid ett arvskifte 1818 kluven mellan tre syskon, men då endast två fick plats på den gamla gårdstomten tilldelades den tredje en ny tomt halvvägs nedför berget. Det var så västergården, den idag kanske mest pittoreska och idylliska av gårdarna, uppstod. De båda familjerna i mellangården bodde kvar i varsin halva av den stora mangårdsbyggnaden. Vid laga skifte 1869-1872 blev dessa båda gårdsdelar också tvungna att flytta ut. En av de båda familjerna tog sina uthus och sin hälft av bostaden och flyttade dem till Ekbacken väster om berget, där gården än idag ligger. Den andra gårdsdelen hade då nyligen förvärvats av västergården, som inte hade något behov av att flytta ett till bostadshus till sig. Därför fick halva mangårdsbyggnaden stå kvar och tillfalla norrgården. Tack vare denna krångliga skiftesaffär har byn fortfarande kvar karaktären av radby.
Sedan 30 år utgör norrgårdens, Ekbackens, västergårdens och boställets ägor en enda jordbruksfastighet, med säte i norrgården. De andra gårdarnas tomter har dock egna ägare. Omkring 50 personer bor i byn idag.